# Dimitrij Plichta
Dimitrij Plichta (21. května 1922 České Budějovice – 10. srpna 2004 Dolní Sytová, Háje nad Jizerou) byl slovenský režisér a scenárista, tvůrce desítek dokumentárních, většinou populárně naučných filmů. Zemřel ve věku 82 let ve svém domě v Dolní Sytové v Jizerských horách na severu Čech.

## Studium a začátky
Dimitrij Plichta studoval na gymnáziu a konzervatoři v Brně. Po válce studoval estetiku na Filozofické fakultě Univerzity Karlovy v Praze. Nejprve působil jako rozhlasový režisér, později v období let 1949–1970 jako režisér dokumentárních a populárně-vědeckých filmů ve Studiu krátkých filmů v Bratislavě. V tomto období se podílel na vzniku filmů jako Bábkové divadlo, Putovný tábor, Deti žalujú ..., Víno a jiné. Od roku 1959 působil už i jako režisér hraných filmů.

## Hraná tvorba

### Kto si bez viny
Film Kto si bez viny (česky Kdo jsi bez viny) je celovečerním hraným debutem Dimitrije Plichta, který kromě režie k filmu napsal námět i scénář. Snímek vypráví tragický příběh mladého Roma Vinca (Ján Mistrík). Ten je během základní vojenské služby přinucen žít v kolektivu lidí, kteří mu nechtějí ani nemohou rozumět. Napětí vyvrcholí, když se Vincovi kamarádi rozhodnou, že mu jménem jeho ženy Šujan (Marie Málková) napíší dopis, že mu je nevěrná. Autenticky hlavně působí záběry a také vedlejší postavy z romské osady. V podstatě lineární příběh o jednoduchém Romovi je doplněn hudbou Ilji Zeljenky. Téma filmu ovlivnilo Plichtův dokument Upre Roma, při jehož natáčení se hlouběji přiblížil k romské problematice. Film je také inspirovaný skutečnými událostmi a příběhy, které zažil Plichta při natáčení dokumentu Upre Roma. Avšak podobně jako v jeho dalších hraných filmech se Plichta soustřeďuje především na psychologickou rovinu příběhu, mravnost, lidské charaktery a motivace jejich řízení.

### Šerif za mrežami
Dramatický příběh Šerif za mrežami (česky Šerif za mřížemi) z prostředí nápravně výchovného ústavu pro mladistvé je dalším filmem Dimitrije Plichty na kterém se podílel režijně a zároveň i v rámci námětu a scénáře. Mladý Jakub se z falešné solidarity nechá odsoudit za krádež místo „šerifa“ jejich party. Doufá, že „šerif“ jeho gesto ocení. Toto přesvědčení mu dodává sílu vydržet nesnesitelné poměry v ústavu. Plichta ukazuje množství pokřivených charakterů mladých lidí v nápravnéhm ústavu pro mladistvé. A nastoluje otázku, zda je vůbec možné se napravit. Film má mozaikovitou strukturu, přesto působí vysoce autentickým dojmem, čemuž napomáhá kromě reálného prostředí ústavu v Libkovicích civilní herectví, kombinace herců s neherci a také dokumentaristicky laděná vizuální stránka.

### Láska neláskavá
Ve filmu Láska neláskavá (česky Láska neláskavá) se divák dostává tentokrát do prostředí vězení. Dívka (Andrea Čunderlíková) je odsouzena za zabití člověka. Ve vězení vzpomíná na to, co zažila, až ji to přivedlo až do vězení. Měla těžký život – nenašla pochopení u vlastních rodičů a zločin, za který je uvězněna, spáchala v afektu. Film zobrazuje bezvýchodnou situaci mladého člověka, který se dostane na špatnou cestu, ze které už návrat není možný. Některé scény se přímo natáčely v skutečných věznicích v Břeclavi a Pardubicích. Kameramanem tohoto Plichtová snímku byl Vincent Rosinec.

## Dokumentární tvorba
Dimitrij Plichta natočil mnoho dokumentů různé metráže. Cestopisné dokumenty a zdravotnické dokumenty měly sloužit jako osvěta, natáčel též krátké dokumenty z prostředí divadla a jiné.

### Upre Roma
Středometrážní film z poloviny padesátých let zachycuje život Romů v Československu. Plichta zde poprvé v Československu zachytil romskou otázku a problémy s ní spojené, především sociální a společenskou zaostalost Romů. "Tento středometrážní film je určen pro nejširší distribuci, zvláště však tam, kde žijí občané cikánské národností. Je dokumentem toho, že v naší socialistické vlasti slouží lékař všem a všude, a to i tam, kde musí napřed bojovat s nevzdělaností, pověrou, bázní." (Filmový přehled 10/1956)

### Stroskotáme zajtra
Celovečerní barevný dokument zachycuje průběh plavby dvou sportovních lodí Horizont a Albatros se šestičlennou posádkou přes Atlantik v roce 1968. Jde o do jisté míry experimentální cestopisno-dobrodružně-dokumentární film. Filmem diváka doprovází vypravěč Leopold Haverl. Plavby se zúčastnil i samotný Plichta jako člen posádky jedné z lodí. Před samotnou plavbou byla posádka podrobena i psychologickým testům. "Z domu jsme odešli jako vynikající kolektiv, ale na moři nás zůstalo šest jednotlivců. Je to asi obdobné, jako když šla výprava na Hindúkuš, byli přivázáni na jednom laně a při tom si dávali po hubě." řekl Plichta v rozhovoru s Richardem Blechou. Hudbu k dokumentu složil Štěpán Koníček, který s Plichtou vícekrát spolupracoval při hraných filmech.

## Charakteristika tvorby
Dimitrij Plichta se ve své tvorbě soustředil především na populární, dokumentárně naučné snímky s různou problematikou. V rámci jeho hrané tvorby, která není až tak rozsáhlá se soustředil především na problémy mladých v současné společnosti. Jeho filmy se snaží zachytit křehkost lidských vztahů a citů. Většinou staví Plichta své hrdiny hraných filmů do hraničních situaci (zabití, krádež ...) v prostředích, které jsou samy o sobě náročné na psychiku člověka (vězení, nápravný ústav). Díky všem těmto prostředkům ale dokáže odhalovat skutečné charaktery lidí, bez vnější přetvářky. "Člověk se v jistých chvílích stává egoistou," řekl Plichta při rozhovoru o jeho plavbě po Atlantiku a filmu Stroskotáme zajtra. Pravdivost tohoto tvrzení mnohokrát potvrzuje i ve svých hraných snímcích. I v jeho hraných filmech je cítit silný vliv dokumentární tvorby – filmy působí civilně a velmi autenticky. I v rámci vizuální stránky i syžetu. Ve všech svých celovečerních hraných filmech, kromě postu režiséra, je i autorem námětu a scénářů. Kromě filmu Koliesko (česky Kolečko), kde je autorem námětu Milan Ferko, jde o adaptaci jeho novely Dobrodružstvo s kolieskom (česky Dobrodružství s kolečkem). Plichta neměl stabilní štáb spolupracovníků, avšak na všech jeho hraných filmech (kromě debutu Kto si bez viny (česky Kdo si bez viny) komponoval hudbu významný hudební skladatel Štěpán Koníček.
Kromě filmů se Dimitrij Plichta podílel i na vzniku několika divadelních her.

## Filmografie[1]

### Hraná tvorba
- 1976 - Terezu bych kvůli žádné holce neopustil
- 1969 - Láska neláskavá
- 1967 - Cézar a detektívi
- 1966 - Koliesko
- 1965 - Perlový náhrdelník
- 1965 - Šerif za mrežami
- 1963 - Kto si bez viny
- 1960 - Našel jsem si kamaráda (TV film)
- 1960 - Aký bol dnešný deň, občan..?
- 1959 - Náš školník

### Dokumentární tvorba
- 1968 - Stroskotáme zajtra
- 1958 - Aby nebyli sami
- 1958 - Horské slnko
- 1957 - Zabraňte nákaze 092
- 1956 - Deti žalujú ...
- 1956 - Víno
- 1956 - Za ľudovými hudobnými nástrojmi
- 1956 - Ľady na Dunaji
- 1955 - Upre Roma
- 1954 - Ej, keď som išiel na zboj ...
- 1954 - Putovný tábor
- 1954 - Údržba ručných píl
- 1954 - Údržba sekier
- 1953 - Bábkové divadlo
- 1953 - Pioniersky palác
- 1952 - Prečo oslavujem 1.máj
- 1951 - Slovenské ľudové tance